# Herb gminy Podegrodzie
Herb gminy Podegrodzie – jeden z symboli gminy Podegrodzie, autorstwa Jacka Kuli, ustanowiony 27 sierpnia 2013.

## Wygląd i symbolika
Herb przedstawia na tarczy na tarczy w polu błękitnym złotą palisadę z wieżą pośrodku, w otwartej zadaszonej bramie złoty tzw. kwiat podegrodzki. Kwiat podegrodzki nawiązuje do kultury Lachów Sądeckich (spotykana właśnie na terenie gminy Podegrodzie), która odznaczała się bogatym zdobnictwem szat poprzez m.in. kwiaty podegrodzkie.